# 鵰鷲專案
《鵰鷲專案》是黑鳥互動（Blackbird Interactive）與美國太空總署噴射推進實驗室合作開發的火星殖民地互動藝術遊戲。於2018年11月27日在Steam上發布，以紀念洞察號的成功登陸。

## 製作
《鵰鷲專案》以Unity遊戲引擎來建構，其感應器管理視圖與攝影系統的設計元素類似於即时战略游戏《萬艦齊發：卡拉克沙漠》。
其火星地表是以NASA火星偵察軌道衛星上的高解析度成像科學設備的雷達資料來生成。
《鵰鷲專案》的設定在虛構的2117年，而第一批火星殖民者在此設定於2034年到來。虛構的鵰鷲基地為於夏普山的山腳。